# Jaime Melo
Jaime Melo Jr., född 24 april 1980 i Cascavel, Brasilien, är en brasiliansk racerförare.

## Racingkarriär
Melo kom till Europa som tjugoåring 2000 för att köra i det brasilianska Petrobras-teamet i formel 3000. Han slutade på en fjortonde plats, och på tolfte plats med Durango 2001. Efter en misslyckad säsong i World Series by Nissan 2002 körde Melo Formula Renault V6 Eurocup 2003, där han blev sexa efter att ha vunnit fyra race. Efter det har han kört GT-bilar för Ferrari, och bland annat vunnit GT2 i Le Mans 24-timmars och ALMS tillsammans med Mika Salo. Melo vann GT2 i Le Mans 24-timmars så väl 2008 som 2009, och under 2009 tog han ett hattrick i GT2 som inkluderade Sebring 12-timmars, Le Mans och Petit Le Mans på Road Atlanta.